# Holbrook (Nebraska)
Holbrook è un comune degli Stati Uniti d'America, situato nello Stato del Nebraska, nella Contea di Furnas.